# Лігатура (металургія)
Лігатура (лат. ligatura від лат. ligo — зв'язую) — допоміжні сплави, що застосовують у металургії для введення в рідкий метал легуючих елементів з метою надання певних властивостей металевому розплаву (наприклад, рідиннотекучості) або затверділому металу (підвищена механічна міцність та ін.) Засвоєння легуючого елементу з лігатур краще та стійкіше, ніж додавання його в чистому вигляді. Лігатуру отримують сплавом її компонентів або відновленням їх з руд, концентратів або оксидів. У чорній металургії лігатури відрізняють від феросплавів, що застосовують не лише для легування, а й для розкислювання металів. 

## В ювелірній справі
Здійснюється добавка неблагородного металу в ювелірних виробах з дорогоцінних металів або монеті. Використовується для доведення ювелірного сплаву до певної проби або ж для надання виробові необхідних властивостей (наприклад, твердості і зносостійкості).